# ISO 3166-2:RO
Kódy ISO 3166-2 pro Rumunsko identifikují 41 žup a Bukurešť (stav v roce 2015). První část (RO) je mezinárodní kód pro Rumunsko, druhá část sestává z jednoho nebo dvou písmen identifikujících župu.

## Seznam kódů
- RO-AB Alba (Alba Iulia)
- RO-AG Argeș (Pitești)
- RO-AR Arad (Arad)
- RO-B  București (Bukurešť)
- RO-BC Bacău (Bacău)
- RO-BH Bihor (Oradea)
- RO-BN Bistrița-Năsăud (Bistrița)
- RO-BR Brăila (Brăila)
- RO-BT Botoșani (Botoșani)
- RO-BV Brașov (Brașov)
- RO-BZ Buzău (Buzău)
- RO-CJ Cluj (Cluj-Napoca)
- RO-CL Călărași (Călărași)
- RO-CS Caraș-Severin (Reșița)
- RO-CT Constanța (Constanța)
- RO-CV Covasna (Sfântu Gheorghe)
- RO-DB Dâmbovița (Târgoviște)
- RO-DJ Dolj (Craiova)
- RO-GJ Gorj (Târgu Jiu)
- RO-GL Galați (Galați)
- RO-GR Giurgiu (Giurgiu)
- RO-HD Hunedoara (Deva)
- RO-HR Harghita (Miercurea-Ciuc)
- RO-IF Ilfov (Buftea)
- RO-IL Ialomița (Slobozia)
- RO-IS Iași (Iași)
- RO-MH Mehedinți (Drobeta-Turnu Severin)
- RO-MM Maramureș (Baia Mare)
- RO-MS Mureș (Târgu Mureș)
- RO-NT Neamț (Piatra-Neamț)
- RO-OT Olt (Slatina)
- RO-PH Prahova (Ploiești)
- RO-SB Sibiu (Sibiu)
- RO-SJ Sălaj (Zalău)
- RO-SM Satu Mare (Satu Mare)
- RO-SV Suceava (Suceava)
- RO-TL Tulcea (Tulcea)
- RO-TM Timiș (Timișoara)
- RO-TR Teleorman (Alexandria)
- RO-VL Vâlcea (Râmnicu Vâlcea)
- RO-VR Vrancea (Focșani)
- RO-VS Vaslui (Vaslui)